# Frédéric Déhu
Frédéric Déhu (Villeparisis, 24 ottobre 1972) è un ex calciatore francese, di ruolo difensore.

## Carriera

### Club
Ha cominciato la sua carriera professionistica con il Lens, debuttando in Ligue 1 il 21 luglio 1991 nel match perso con il Metz 2-0. Nel dicembre dello stesso anno arriva anche il suo primo gol in campionato, nella gara contro lo Sochaux vinta per 2-1. Con il Lens Déhu vince il Campionato francese nel 1998, la Coppa di Lega francese nel 1999, prendendo parte alla Champions League 1998/99.
Nel 1999 viene acquistato dagli spagnoli del Barcellona. L'esperienza in terra catalana si rivela abbastanza negativa: gioca solo 11 partite senza alcun gol e dopo un anno va al Paris Saint-Germain. Nella squadra parigina riesce a esprimersi un po' meglio affermandosi titolare: nel 2004 la squadra raggiunge il secondo posto in campionato e vince la Coppa di Francia.
Nel 2004 Déhu viene ceduto all'Olympique Marsiglia, guadagnando il ruolo di titolare nella difesa anche in questo team. Due anni dopo torna in Spagna, al Levante, dove ha concluso la sua carriera nel 2007.

### Nazionale
Con la maglia della Nazionale francese Déhu ha preso parte a 5 partite. Ha esordito con i Bleus il 19 agosto 1998, in una gara a Vienna con l'Austria, pareggiata 2-2.

## Statistiche

### Presenze e reti nei club
| Stagione                   | Squadra                    | Campionato                 | Campionato | Campionato | Coppe nazionali | Coppe nazionali | Coppe nazionali | Coppe continentali | Coppe continentali | Coppe continentali | Altre coppe | Altre coppe | Altre coppe | Totale | Totale | Totale |
| Stagione                   | Squadra                    | Comp                       | Pres       | Reti       | Comp            | Pres            | Reti            | Comp               | Pres               | Reti               | Comp        | Pres        | Reti        | Pres   | Reti   |        |
| -------------------------- | -------------------------- | -------------------------- | ---------- | ---------- | --------------- | --------------- | --------------- | ------------------ | ------------------ | ------------------ | ----------- | ----------- | ----------- | ------ | ------ | ------ |
| 1990-1991                  | Lens                       | D2                         | 3          | 0          | CF              | 0               | 0               | -                  | -                  | -                  | -           | -           | -           | 3      | 0      |        |
| 1991-1992                  | Lens                       | D1                         | 15         | 1          | CF              | 2               | 1               | -                  | -                  | -                  | -           | -           | -           | 17     | 2      |        |
| 1992-1993                  | Lens                       | D1                         | 22         | 2          | CF              | 2               | 0               | -                  | -                  | -                  | -           | -           | -           | 24     | 2      |        |
| 1993-1994                  | Lens                       | D1                         | 34         | 4          | CF              | 4               | 0               | -                  | -                  | -                  | -           | -           | -           | 38     | 4      |        |
| 1994-1995                  | Lens                       | D1                         | 29         | 1          | CF+CDLL         | 2+2             | 0+1             | -                  | -                  | -                  | -           | -           | -           | 33     | 2      |        |
| 1995-1996                  | Lens                       | D1                         | 35         | 1          | CF+CDLL         | 1+1             | 0+0             | UEFA               | 4                  | 1                  | -           | -           | -           | 41     | 2      |        |
| 1996-1997                  | Lens                       | D1                         | 30         | 5          | CF+CDLL         | 2+3             | 0+0             | UEFA               | 1                  | 0                  | -           | -           | -           | 36     | 5      |        |
| 1997-1998                  | Lens                       | D1                         | 32         | 1          | CF+CDLL         | 6+4             | 2+1             | -                  | -                  | -                  | -           | -           | -           | 42     | 4      |        |
| 1998-1999                  | Lens                       | D1                         | 32         | 0          | CF+CDLL         | 5+3             | 0+0             | UCL                | 6                  | 0                  | TDC         | 1           | 0           | 47     | 0      |        |
| Totale Lens                | Totale Lens                | Totale Lens                | 232        | 15         |                 | 37              | 5               |                    | 5                  | 1                  |             | 1           | 0           | 275    | 21     |        |
| 1999-2000                  | Barcellona                 | PD                         | 11         | 0          | CR              | 3               | 0               | UCL                | 8                  | 1                  | SCE         | 1           | 0           | 23     | 1      |        |
| 2000-2001                  | Paris Saint-Germain        | D1                         | 23         | 0          | CF+CDLL         | 2+1             | 0+0             | UCL                | 10                 | 1                  | -           | -           | -           | 36     | 1      |        |
| 2001-2002                  | Paris Saint-Germain        | D1                         | 29         | 4          | CF+CDLL         | 3+3             | 0+1             | Intertoto+UEFA     | 8+4                | 0+0                | -           | -           | -           | 47     | 5      |        |
| 2002-2003                  | Paris Saint-Germain        | L1                         | 31         | 1          | CF+CDLL         | 6+0             | 0+0             | UEFA               | 5                  | 0                  | -           | -           | -           | 42     | 1      |        |
| 2003-2004                  | Paris Saint-Germain        | L1                         | 36         | 1          | CF+CDLL         | 5+1             | 0+0             | -                  | -                  | -                  | -           | -           | -           | 42     | 1      |        |
| Totale Paris Saint-Germain | Totale Paris Saint-Germain | Totale Paris Saint-Germain | 119        | 6          |                 | 18              | 1               |                    | 27                 | 1                  |             | -           | -           | 164    | 8      |        |
| 2004-2005                  | Olympique Marsiglia        | L1                         | 27         | 1          | CF+CDLL         | 1+1             | 0+0             | -                  | -                  | -                  | -           | -           | -           | 29     | 1      |        |
| 2005-2006                  | Olympique Marsiglia        | L1                         | 30         | 1          | CF+CDLL         | 5+0             | 0+0             | Intertoto+UEFA     | 5+5                | 0+1                | -           | -           | -           | 45     | 2      |        |
| Totale Olympique Marsiglia | Totale Olympique Marsiglia | Totale Olympique Marsiglia | 57         | 2          |                 | 7               | 0               |                    | 10                 | 1                  |             | -           | -           | 74     | 3      |        |
| 2006-2007                  | Levante                    | PD                         | 12         | 1          | CR              | 2               | 0               | -                  | -                  | -                  | -           | -           | -           | 14     | 1      |        |
| Totale carriera            | Totale carriera            | Totale carriera            | 431        | 24         |                 | 67              | 6               |                    | 50                 | 4                  |             | 2           | 0           | 550    | 34     |        |

### Nazionale

#### Cronologia presenze e reti in Nazionale
| Cronologia completa delle presenze e delle reti in nazionale ― Francia | Cronologia completa delle presenze e delle reti in nazionale ― Francia | Cronologia completa delle presenze e delle reti in nazionale ― Francia | Cronologia completa delle presenze e delle reti in nazionale ― Francia | Cronologia completa delle presenze e delle reti in nazionale ― Francia | Cronologia completa delle presenze e delle reti in nazionale ― Francia | Cronologia completa delle presenze e delle reti in nazionale ― Francia | Cronologia completa delle presenze e delle reti in nazionale ― Francia |
| Data                                                                   | Città                                                                  | In casa                                                                | Risultato                                                              | Ospiti                                                                 | Competizione                                                           | Reti                                                                   | Note                                                                   |
| ---------------------------------------------------------------------- | ---------------------------------------------------------------------- | ---------------------------------------------------------------------- | ---------------------------------------------------------------------- | ---------------------------------------------------------------------- | ---------------------------------------------------------------------- | ---------------------------------------------------------------------- | ---------------------------------------------------------------------- |
| 19-8-1998                                                              | Vienna                                                                 | Austria                                                                | 2 – 2                                                                  | Francia                                                                | Amichevole                                                             | -                                                                      | 46’                                                                    |
| 18-8-1999                                                              | Belfast                                                                | Irlanda del Nord                                                       | 0 – 1                                                                  | Francia                                                                | Amichevole                                                             | -                                                                      | 83’                                                                    |
| 8-9-1999                                                               | Erevan                                                                 | Armenia                                                                | 2 – 3                                                                  | Francia                                                                | Qual. Euro 2000                                                        | -                                                                      | 72’ 89’                                                                |
| 13-11-1999                                                             | Saint-Denis                                                            | Francia                                                                | 3 – 0                                                                  | Croazia                                                                | Amichevole                                                             | -                                                                      | 73’                                                                    |
| 15-11-2000                                                             | Istanbul                                                               | Turchia                                                                | 0 – 4                                                                  | Francia                                                                | Amichevole                                                             | -                                                                      | 63’                                                                    |
| Totale                                                                 |                                                                        | Presenze                                                               | 5                                                                      |                                                                        | Reti                                                                   | 0                                                                      |                                                                        |

## Palmarès

### Club

#### Competizioni nazionali
- Campionato francese: 1

Lens: 1997-1998
- Coppa di Lega francese: 1

Lens: 1998-1999
- Coppa di Francia: 1

Paris Saint-Germain: 2003-2004

#### Competizioni internazionali
- Coppa Intertoto UEFA: 1

Paris Saint-Germain: 2001